# Dysdera mauritanica
Dysdera mauritanica este o specie de păianjeni din genul Dysdera, familia Dysderidae, descrisă de Simon, 1909.
Este endemică în Morocco. Conține o singură subspecie: D. m. aurantiaca.